# Zhu Xueying
Zhu Xueying (Pequín, 2 de març de 1998) és una gimnasta xinesa especialitzada en salt de trampolí i campiona olímpica. Al Campionat del Món de gimnàstica de trampolí de 2017, va guanyar medalles d'or en les proves de sincronització i per equips. Al Campionat del Món de gimnàstica de trampolí de 2018 va guanyar la medalla plata en la prova individual i la d'or en la prova per equips. El juliol de 2021 va obtenir la medalla d'or a l'esdeveniment de trampolí femení als Jocs Olímpics d'Estiu de 2020 a Tòquio.

## Trajectòria esportiva
El 2014 Zhu va guanyar la medalla d'or a la competició de trampolí femení als Jocs Olímpics de la Joventut d'estiu de 2014 celebrats a Nanjing. Tres anys més tard, al 2017, va guanyar dues medalles d'or al Campionat del Món de gimnàstica amb trampolí celebrat a Sofia. L'any següent, al Campionat del Món que es va fer a Sant Petersburg va guanyar la medalla de plata en la prova individual femenina.
Va participar en els Jocs Olímpics d'Estiu 2020, on el 30 de juliol de 2021 va guanyar la medalla d'or en la prova de trampolí femenina. Amb una puntuació de 56.635, va esdevenir la segona atleta xinesa en guanyar l'or en aquesta competició.